# Stefan Frühbeißer
Stefan Frühbeißer (* 1969 in Ebermannstadt) ist ein deutscher Politiker (Freie Wähler). Er ist seit 2023 Abgeordneter im Bayerischen Landtag.

## Lebenslauf
Frühbeißer legte am Gymnasium Pegnitz das Abitur ab und ist ausgebildeter Verwaltungsfachwirt.

## Politik
Frühbeißer war seit 1. Mai 2002 bis zur Wahl in den Bayerischen Landtag 2023 der 1. Bürgermeister der Stadt Pottenstein. Dem Kreistag des Landkreises Bayreuth gehört er seit 2008 an; dort ist weiterer Stellvertreter des Landrates (Stand 2023). Von 2013 bis 2023 war er Mitglied des Bezirkstages von Oberfranken.
Bei der Landtagswahl in Bayern am 8. Oktober 2023 erreichte er als Direktkandidat im Stimmkreis Bayreuth mit 19,8 % die zweitmeisten Stimmen. Im Wahlkreis Oberfranken erzielte er das drittbeste Ergebnis seiner Partei, die insgesamt auf drei Mandate kam. Er zog somit in den Landtag ein.